# Brandt Jobe
Brandt William Jobe (Oklahoma City, 1 augustus 1965) is een Amerikaans golfer die sinds 1991 actief is op de Amerikaanse PGA Tour.

## Loopbaan
In 1988 werd Jobe een golfprofessional en in 1990 was hij tijdelijk leider van de Order of Merit van de Canadese PGA Tour. Via de Qualifying School kwalificeerde hij zich voor de Amerikaanse PGA Tour, in 1991. In de volgende jaren boekte hij geen successen op de PGA Tour totdat hij in 1994 het Thailand Open, een golftoernooi van de Aziatische PGA Tour, won.
Van 1995 tot 1999 golfde Jobe op de Japan Golf Tour waar hij zes toernooien won. In september 1999 speelde hij halftijds terug op de Amerikaanse PGA Tour. Later had hij een accident bij zijn thuis en dat leidde tot hand- en polsoperatie, in 2003. Door zijn blessure verloor hij zijn speelkaart op de PGA Tour.
In 2010 probeerde hij via de Nationwide Tour te plaatsen voor de PGA Tour, maar eindigde op het einde van het seizoen op de 30ste plaats en dat was niet voldoende voor een PGA Tour-speelkaart. Alsnog kon hij zich via de kwalificatieschool een speelkaart behalen voor de PGA Tour in 2011.

## Prestaties

### Professional
Canadese PGA Tour
- 1990: British Columbia Open
- 1993: Payless Open

Aziatische PGA Tour
- 1994: Thailand Open

Japan Golf Tour
- 1995: Mitsubishi Galant Tournament
- 1997: Tokai Classic, Golf Digest Tournament
- 1998: Japan PGA Championship, Ube Kosan Open, Gateway to the Open Mizuno Open

Overige
- 1992: Colorado Open